# Моляр Ігор Валерійович
Моляр Ігор Валерійович (нар. 29.07.1967; м. Львів) — український продюсер; автор і ведучий автомобільних телепрограм «Автопарк» та «300 сек/год» на ICTV.

## Біографія
Народився у Львові, та згодом його родина переїхала до Прилук. Мати працювала лікарем-гінекологом, а тато (помер) тренував дітей у місцевій ДЮСШ.
Ігор мріяв стати журналістом з дитинства.
З 1984 — кореспондент, музична редакція, програма «Темп», студія «Гарт», студія «Славутич».
З 1991 — автор, ведучий програми «Останки», УТ-1.
З 1995 — автор, ведучий програми «Перегони на виживання», УТ-1.
З 1995 — автор, ведучий програми «Стрес-клуб», УТ-1.
З 1996 — авторський проект Моляра «Авто-шоу», який з часом трансформувався у «АвтоПарк. Парк автомобільного періоду».

У 2014 році безпартійний Ігор Моляр балотувався від Радикальної партії Олега Ляшка по одномандатному виборчомуй округу № 223 в місті Києві, але не пройшов.
«300 сек/час» на радіо Шансон.
В 2023 році телеведучий заявив про рейдерське захоплення своєї квартири в центрі Києва.  Ігор Моляр повідомив, що у 2012 році взяв 5,6 млн грн у кредит у Укрінбанк на новий медіапроект під заставу вище згаданої квартири на вул. Ярославів Вал, 19, загальною площею 209,40 кв.м. Станом на 2013 рік, телеведучий погасив половину заборгованості і досягнув домовленості з банком про реструктуризацію решти боргу.
11 грудня 2024 року Київський апеляційний суд розглянув справу щодо відчуження іпотечного майна та ухвалив рішення на користь відповідача – відомого тележурналіста Ігоря Моляра. Історія, через яку Ігор Моляр опинився фактично в заручниках у власній оселі, тривала майже півтора роки.

## Родина
- Донька (нар. 20 травня 2010)[8]